# غوي بلاغ بايين
غوي بلاغ بايين هي قرية في مقاطعة تبريز، إيران. عدد سكان هذه القرية هو 83 في سنة 2006.